# 光活性化アデニル酸シクラーゼ
光活性化アデニル酸シクラーゼ（ひかりかっせいかアデニルさんシクラーゼ、photoactivated adenylyl cyclase; PAC）とはミドリムシ（Euglena gracilis）から発見された光センサータンパク質。Iseki らにより2002年にイギリスの科学雑誌 Nature 誌上で発表された。通称名はその頭文字をとって PAC（パック）と呼称される。このタンパク質は酵素としてはアデニル酸シクラーゼであるが、光を感知することで cAMP を作ることからこの名が付けられた。アデニル酸シクラーゼは生物界に広く分布する酵素であるが、光によって活性が調節されるアデニル酸シクラーゼは極めて珍しいため注目された。

## 細胞内での局在
ミドリムシの鞭毛（長鞭毛）の付け根近くには小さな膨らみが存在し、これを鞭毛膨潤部（paraflagellar body; PFB）と呼ぶ。この膨らみを構成する主要成分が PAC である。鞭毛膨潤部は蛍光顕微鏡下（UV励起または青色励起）で緑色の蛍光を発するが、これは PAC に結合していたフラビン色素（FAD）によるものと考えられている。鞭毛膨潤部こそミドリムシの真の目であるが、これは眼点と呼ばれるカロテノイドでできた偽の目に取り囲まれている。この見かけ上の眼点は鞭毛膨潤部に差し込む光の一部を遮蔽することで、鞭毛膨潤部の光感知能に指向性を持たせる役割を果たすと考えられている。

## 分子の構造と機能
PAC は FAD を結合する光感知領域と、cAMP を合成する酵素領域からなるタンパク質から成る。PAC には2種類の分子があり、それぞれ PACα、PACβ と呼ばれている。分子量は前者が 105kDa、後者が 90kD であるが、いずれの分子にも光感知領域と酵素領域が2ヶ所ずつ存在する。生体内ではこれらがヘテロ4量体を形成していると推定されている。フラビン色素を結合する光感知領域の一次構造は BLUF（sensor protein of Blue Light Using FAD）と呼ばれる一連のフラビンタンパク質と相同性が認められている。

## 生物界での分布
PAC は葉緑体を有するミドリムシ類からのみ報告されている。